# 陳貴 (清朝)
陳貴為中國清朝武將，本籍廣東。陳貴於1695年（康熙34年）奉旨接替呂得勝，於台灣擔任台灣北路營參將（營署設於諸羅）。而此官職是台灣清治時期此階段，受台灣鎮總兵制約的台南以北最高軍事將領，任內平定吳球起事。1698年，他調升雲南騰越副將。
| 前任： 呂得勝 | 台灣北路營參將 1695年上任 | 繼任： 常太 |